# 미국청각장애인학교

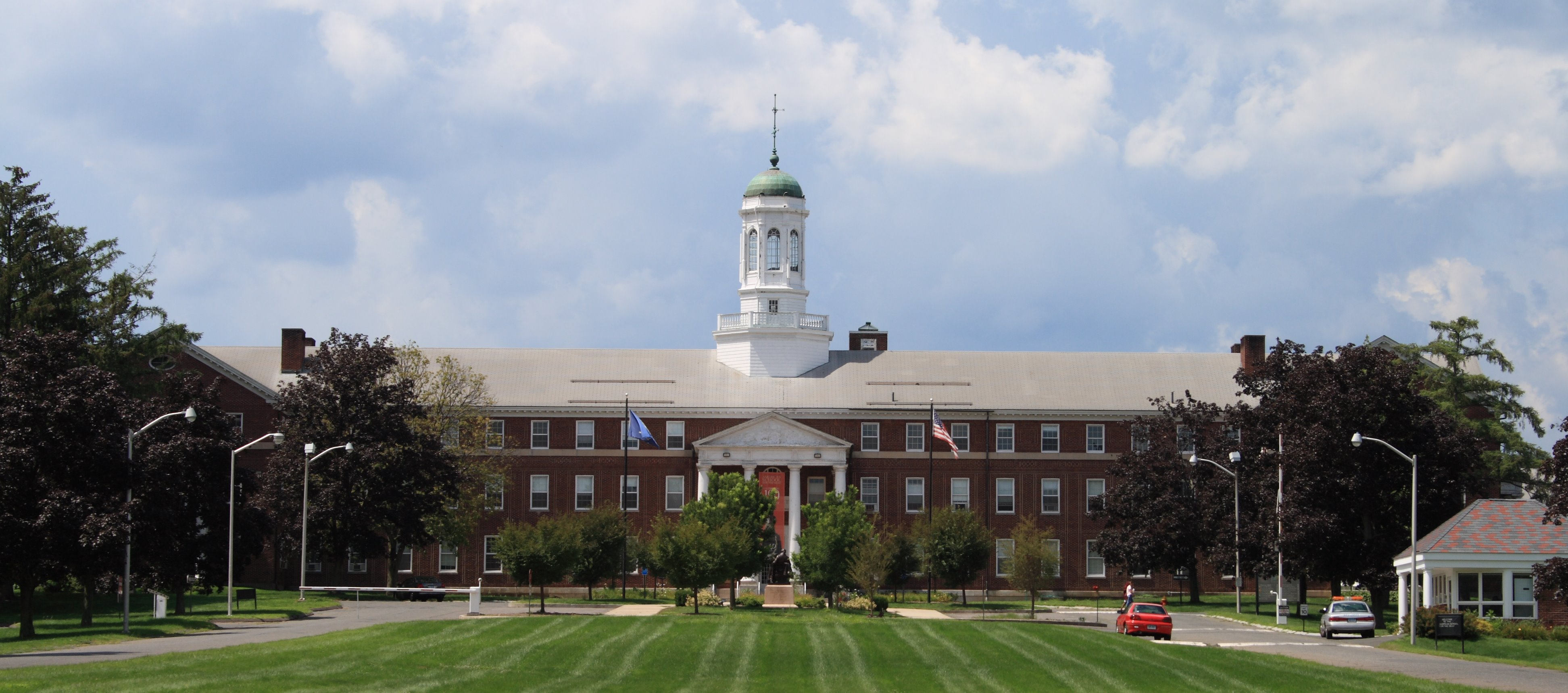

미국청각장애인학교(American School for the Deaf, ASD)는 코네티컷 하트포드에서 설립된 학교이다. 서구의 모든 나라에서 장애아동을 위한 첫 학교였다.